# Mpumelelo Paul Grootboom
Mpumelelo Paul Grootboom (* 1975 in Meadowlands, Soweto) ist ein südafrikanischer Theatermacher, Drehbuchautor und Theaterregisseur.

## Leben
Grootboom wuchs bei seinen Großeltern auf. Seine Großmutter, die Schulrektorin war, sorgte dafür, dass er seinen Schulabschluss machte und zum Medizinstudium an die Witwatersrand University ging. Das Studium brach er jedoch sehr bald ab, da seine Interessen dem Theater zugewandt waren. Er begann Drehbücher für Film und Fernsehen zu schreiben. Er ist seit 2002 beim South African State Theatre. Zu seinen Aufgaben dort gehört unter anderem die Förderung von bis dahin unbekannten Schauspielern und Theatergruppen.
Zu Grootbooms eigenen Theaterstücken zählt unter anderem eine Adaption des Reigens von Arthur Schnitzler mit dem Titel Foreplay aus dem Jahre 2009. Das Stück wurde im gleichen Jahr am Theatre Royal Stratford East im englischen London aufgeführt.

## Preise und Auszeichnungen
- 2016: Jürgen Bansemer & Ute Nyssen Dramatikerpreis.

## Werke
- What a Wonderful World
- 1997: Enigma
- mit Aubrey Sekhabi: Not with my Gun
- 2001: Cards
- Township Stories[1]
- 2009: Foreplay

## Veröffentlichungen
- Foreplay. Oberon Books, London, England 2009, ISBN 978-1-840029260.